# Theodore Shapiro
Theodore Shapiro (Washington D.C., 29 september 1971) is een Amerikaans filmcomponist.
Shapiro behaalde een Bachelor of Arts aan de Brown-universiteit in 1993 en een Master of Fine Arts in de muziekcompositie aan de Juilliard School in 1995. Hij studeerde bij de componisten David Diamond en Ron Nelson. Hij componeerde zijn eerste soundtrack voor de televisieserie The State in 1993, maar hij componeert vanaf 1997 vooral speelfilms. De bekendste films waarvoor hij gecomponeerd heeft zijn The Devil Wears Prada, We're the Millers, Marley and Me en Fun With Dick and Jane. De filmmuziek voor de film The Pirates! Band of Misfits was zijn eerste animatiefilm. Deze film is ook bekend onder de naam The Pirates! In an Adventure with Scientists! en De Piraten! Alle Buitenbeentjes aan Dek. In de reboot Ghostbusters uit 2016 was Shapiro niet alleen verantwoordelijk voor de filmmuziek, maar speelde hij in de film ook een rolletje als toetsenist.

## Filmografie
- 1997: Hurricane Streets
- 1997: Six Ways to Sunday
- 1998: Restaurant
- 1998: Safe Men
- 2000: Girlfight (met Gene McDaniels)
- 2000: State and Main
- 2000: Prince of Central Park
- 2001: Wet Hot American Summer (met Craig Wedren)
- 2001: Heist
- 2001: Not Another Teen Movie
- 2002: Love in the Time of Money
- 2002: Bug
- 2003: Old School
- 2003: View from the Top
- 2004: Along Came Polly
- 2004: Starsky & Hutch
- 2004: 13 Going on 30
- 2004: Dodgeball: A True Underdog Story
- 2005: The Baxter
- 2005: Fun with Dick and Jane
- 2006: The Devil Wears Prada
- 2006: You, Me and Dupree
- 2006: Idiocracy
- 2007: Blades of Glory
- 2007: The Girl in the Park
- 2007: Mr. Woodcock
- 2008: The Mysteries of Pittsburgh
- 2008: Semi-Pro
- 2008: Tropic Thunder
- 2008: Marley & Me
- 2009: I Love You, Man
- 2009: Year One
- 2009: Jennifer's Body (met Stephen Barton)
- 2009: Did You Hear About the Morgans?
- 2010: Diary of a Wimpy Kid
- 2010: Dinner for Schmucks
- 2011: Arthur (met Mark Ronson)
- 2011: The Big Year
- 2012: The Pirates! Band of Misfits
- 2012: The Campaign
- 2012: Hope Springs
- 2013: We're the Millers (met Ludwig Göransson)
- 2013: One Chance
- 2013: The Secret Life of Walter Mitty
- 2014: Infinitely Polar Bear
- 2014: St. Vincent
- 2015: The Invitation
- 2015: Spy
- 2015: Danny Collins
- 2015: Trumbo
- 2015: The Intern
- 2016: Zoolander 2
- 2016: Central Intelligence (met Ludwig Göransson)
- 2016: Ghostbusters
- 2016: Collateral Beauty

## Overige producties

### Televisiefilms
- 1995: The State's 43rd Annual All-Star Halloween
- 1999: The Kinsey 3
- 2012: Game Change

### Televisieseries
- 1993: The State (1993 - 1995) (met Craig Wedren)
- 2021: Yellowjackets (pilotaflevering gemaakt in 2019)

### Documentaires
- 1999: On the Top
- 2003: Girlhood
- 2015: Hurricane of Fun: The Making of Wet Hot (met Craig Wedren)

### Korte films
- 1996: Tick
- 2004: Fashion Fa Shizzle Wit Huggie Bizzle

## Prijzen en nominaties

### Emmy Awards
| Jaar | Titel       | Categorie                                                                           | Uitslag     |
| ---- | ----------- | ----------------------------------------------------------------------------------- | ----------- |
| 2012 | Game Change | Beste compositie voor een miniserie, film of special (originele dramatische muziek) | Genomineerd |

- Biblioteca Nacional de España: XX1492040
- Bibliothèque nationale de France: cb14136907v (data)
- Gemeinsame Normdatei: 135430097
- International Standard Name Identifier: 0000 0001 0858 0079
- Library of Congress Control Number: no2006020687
- MusicBrainz: e91c7817-73af-4bd8-a707-71e41aa6aa27
- Nationale Bibliotheek van Tsjechië: xx0060660
- Nationale Bibliotheek van Israël: 987007458735805171
- Nederlandse Thesaurus van Auteursnamen: 380612097
- SNAC: w61g38qt
- Système universitaire de documentation: 08852051X
- Virtual International Authority File: 61754565
- WorldCat: E39PBJpjbFP7TQvppbJxwTkRrq